# Maria José Gama
Maria José Gomes Coelho Carvalho dos Santos de Calheiros da Gama (Moçâmedes, 14 de agosto de 1937 – Lisboa, 13 de julho de 2022), foi uma ativista política, militante nº 134 do Partido Socialista (Portugal) e membro da Comissão Nacional. Autarca, escritora, biógrafa e memorialista, tertuliana e blogueira. Dedicada a causas sociais, fundou e dirigiu a CSARA e a ASAS. Secretariou os líderes parlamentares do Partido Socialista: Francisco Salgado Zenha, Walter Rosa, José Luís Nunes, João Eduardo Coelho Ferraz de Abreu e Jorge Sampaio, bem como o vice-presidente da Assembleia da República Manuel Alegre.

## Nascimento, família e formação
Originária de uma família de tradição política republicana, Maria José Gama é filha de José Carvalho dos Santos, neta de Joaquim Carvalho dos Santos e sobrinha de Teófilo Carvalho dos Santos, ambos advogados e resistentes antifascistas.
Nasceu em Moçâmedes, em 14 de agosto de 1937, durante o exílio voluntário de seu pai, que aí conhece sua mãe Isabel Gomes Coelho (Alcochete, 14 de abril de 1910 - Lisboa, 30 de março de 2001), filha de Josefa Josefa Gomes (Moura, 30 de dezembro de 1874 – Lisboa, 23 de março de 1952) e de Miguel Coelho Nunes da Silva (Santarém, 23 de setembro de 1871 – Lisboa, 4 de dezembro de 1950), licenciado em teologia, secretário de finanças, solicitador e juiz de paz em Moçâmedes, deixou vasta obra publicada no domínio fiscal), que fora para Angola, com a família, quando tinha 11 anos. Nessa altura, Isabel, com 26 anos, salientava-se pelos seus escritos, sob o pseudónimo de Welwitschia, onde expunha ideias avançadas para a época, mormente por ser apoiante do movimento pelo sufrágio feminino.
Em plena Segunda Guerra Mundial, por razões familiares, designadamente conviver com a sua irmã Maria do Carmo (nascida, em Moçâmedes, em 1932, do primeiro casamento da mãe), viaja para a metrópole, quer em 1939, quer em 1942, quedando-se da segunda vez em Lisboa, onde estudou. Fez a instrução primária na Escola Lusitânia e o ensino secundário no Liceu Dona Filipa de Lencastre (atual Escola Secundária D. Filipa de Lencastre) e no Colégio Académico.

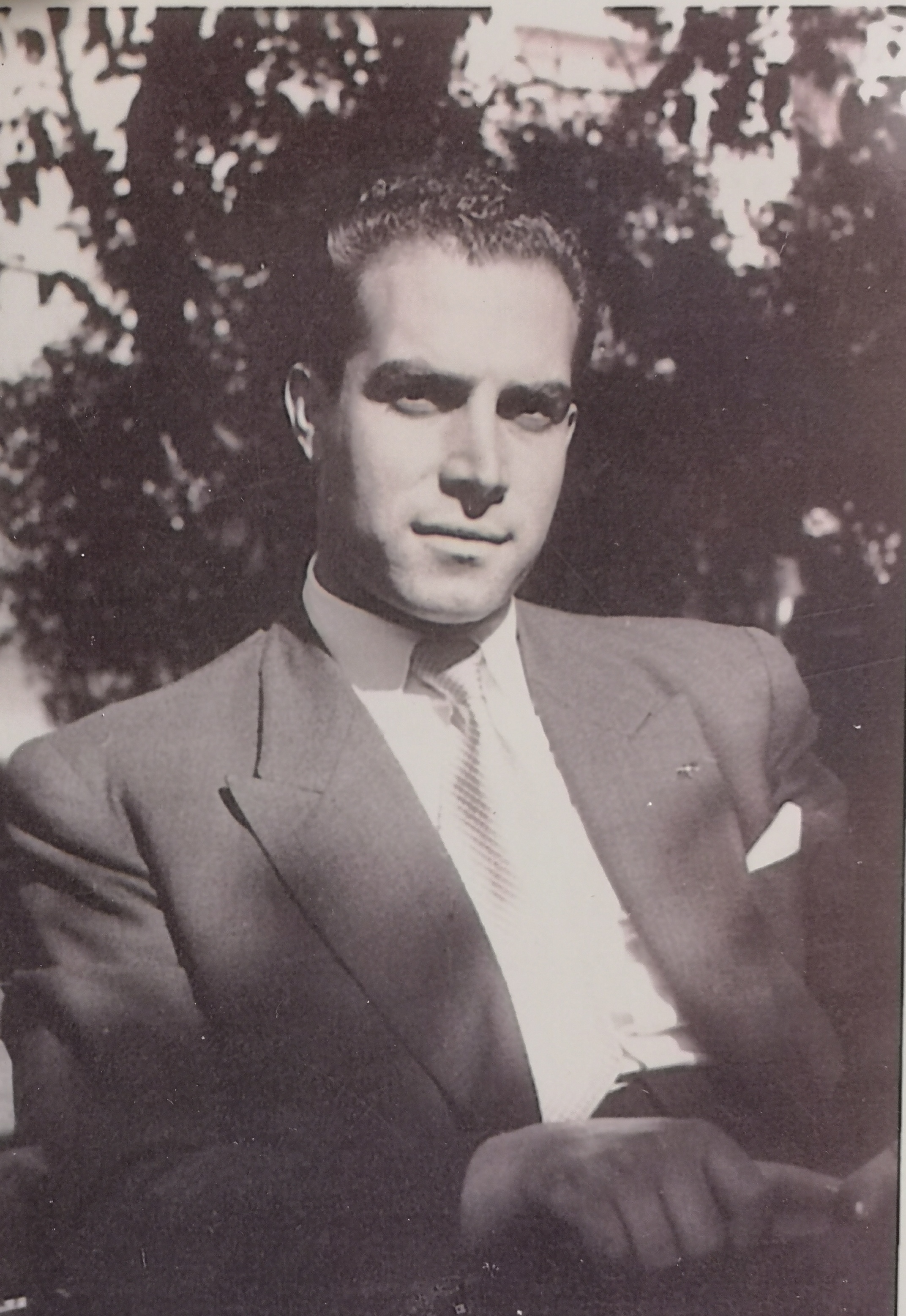
Sérgio Marques Fernandes de Calheiros da Gama, Campo Grande, Lisboa, 22 de maio de 1954

Em 1955, casa com Sérgio Marques Fernandes de Calheiros da Gama (Barreiro, 2 de outubro de 1930 – Lisboa, 15 de julho de 1999), engenheiro civil e ex-oficial miliciano, que viria pouco depois a licenciar-se em geologia, pela faculdade de ciências da Universidade de Lisboa, possuindo pós-graduação em geotecnia, pelo Laboratório Nacional de Engenharia Civil. Foi professor de ciências naturais no Liceu Camões, empresário e geólogo da Câmara Municipal de Lisboa, ascendendo na carreira técnica superior até ao topo (assessor principal). Era filho de Idalina Rosa Marques Fernandes de Calheiros da Gama (Setúbal, 31 de dezembro de 1910 – Lisboa, março de 1992) e de Tomaz Rocha Fernandes de Calheiros da Gama (Barreiro, 20 de setembro 1898 – Lisboa, 1972), dramaturgo, poeta e ferroviário, foi chefe das estações da CP de Alcácer do Sal (c. 1938), Santiago do Cacém (c. 1942), Pinhal Novo (c. 1949) e Lisboa - Sul e Sueste Terminal Fluvial do Terreiro do Paço (c. 1958). Tiveram três filhos.
Maria José Gama, frequentou um dos primeiros cursos de decoração de interiores da Fundação Ricardo do Espírito Santo, e, em 1964/65, frequentou, com aproveitamento e distinção, o Curso de “Protocolo e Etiqueta” ministrado pelo Instituto de Arte de Paris. Como trabalho final apresentou tese sobre Albert Schweitzer, prémio Nobel da paz em 1952, cuja vida e obra a fascinava. Frequentou, com aproveitamento, os Institutos britânico (British Council) e alemão (Goethe-Institut).

## Atividade política partidária
- Em 2 de Maio de 1974, uma semana após a revolução dos cravos, momento libertador que sempre aguardou, filia-se no Partido Socialista, então a funcionar, por empréstimo, nas instalações da “Cooperativa de Estudos”, sita na Av. Duque D’Ávila em Lisboa, pertença de um grupo a que estavam ligados, entre outros, Raul Rego, António Lopes Cardoso e Catanho de Menezes e começa aí a dar a sua colaboração militante, ação que prossegue aquando da mudança do partido para a sua primeira sede em Lisboa, em São Pedro de Alcântara;[2][4][5]
- Inicialmente é a filiada no PS nº 50, mas posteriormente passou a ser a nº 134, alteração resultante de um pedido de Mário Soares, a fim de que este número fosse atribuído a um dos fundadores do partido, em cuja lista se fixou deverem constar apenas 114 personalidades;[4][5]
- Em 1976, nas primeiras eleições autárquicas em democracia, encabeça a lista do PS pela freguesia de S. Sebastião da Pedreira, de que fizeram parte, entre outros, o ator Raul Solnado e os médicos Miller Guerra e Joshua Ruah. É eleita e integra o executivo da Junta de freguesia de São Sebastião da Pedreira;[4][5]

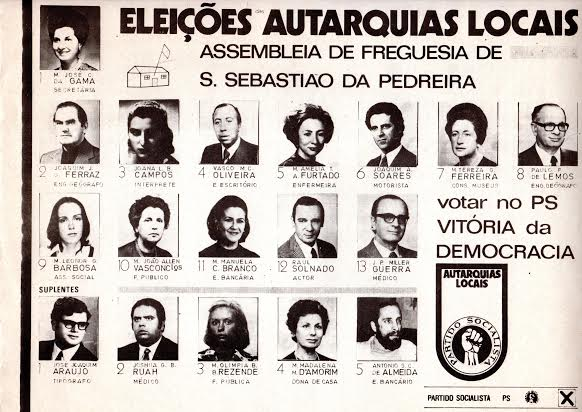
Maria José Gama no topo à esquerda

- Nas eleições autárquicas de 1989 voltou a encabeçar a lista do PS, desta vez da candidatura à Assembleia de freguesia de São Sebastião da Pedreira, tendo sido eleita;[4][5]
- Foi adjunta de Francisco Salgado Zenha e de Jorge Sampaio, representando-os e intervindo em diversos acontecimentos do sector de ação social;[2][1][4][5]
- Pertenceu à Comissão Nacional do PS, bem como ao Secretariado da sua Secção (Nª Senhora de Fátima, S. Sebastião da Pedreira e Sagrado Coração de Jesus).[2][1][4][5]
- Foi vice-presidente da mesa da assembleia geral da Associação das Mulheres Socialistas em 1986 e 1987.[4][5][2]

## Atividade política eleitoral
Participou ativamente na preparação da realização de atos eleitorais. Assim>
- colaborou na 1ª CTE – Comissão Técnica Eleitoral à Assembleia Constituinte;
- Colaborou no recenseamento do 3º bairro administrativo aquando das eleições presidenciais de 1976;
- igualmente em 1976, presidiu ao recenseamento efetuado pela Junta de Freguesia de São Sebastião da Pedreira;
- e, também no ano de 1976 foi nomeada, pelo Governador Civil de Lisboa, para a Assembleia de apuramento das eleições para a Presidência da República, que funcionou no Palácio da Justiça em Lisboa;
- Em 1979, por nomeação do Presidente da Comissão Nacional de Eleições, Juiz Conselheiro Adriano Vera Jardim, esteve nas Assembleias de voto designadas por “Círculo Eleitoral fora da Europa”, que se destinavam à contagem de votos dos emigrantes;
- Até 1999, por ocasião de eleições nacionais, presidenciais, legislativas e autárquicas, fez sempre parte de mesas de voto.

## outras atividades políticas

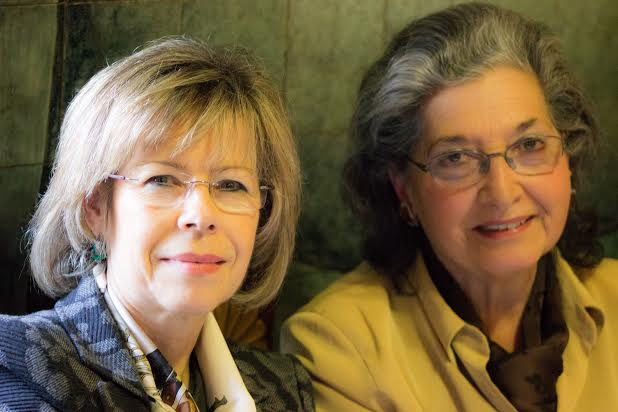
Maria José Gama com Maria de Belém Roseira

- Pertenceu aos quadros da Assembleia da República, por concurso, tendo tomado posse com a categoria de técnica adjunta de secretariado especialista. Em comissão de serviço secretariou os líderes parlamentares do Partido Socialista: Francisco Salgado Zenha, Walter Rosa, José Luís Nunes, João Eduardo Coelho Ferraz de Abreu e Jorge Sampaio, bem como o vice-presidente da Assembleia da República Manuel Alegre;[3][10][4][5]
- Em 1976, colaborou com a Comissão de Candidatura do General Ramalho Eanes à Presidência da República;[4][5]
- Foi apoiante das candidaturas de Mário Soares, Manuel Alegre e Maria de Belém, respetivamente, nas Eleições presidenciais portuguesas de 1991, Eleições presidenciais portuguesas de 2006, Eleições presidenciais portuguesas de 2011 e Eleições presidenciais portuguesas de 2016, pertencendo neste contexto a Comissões de Honra e Políticas, colaborando intensa e empenhadamente nas respectivas campanhas eleitorais;[3][4][5]

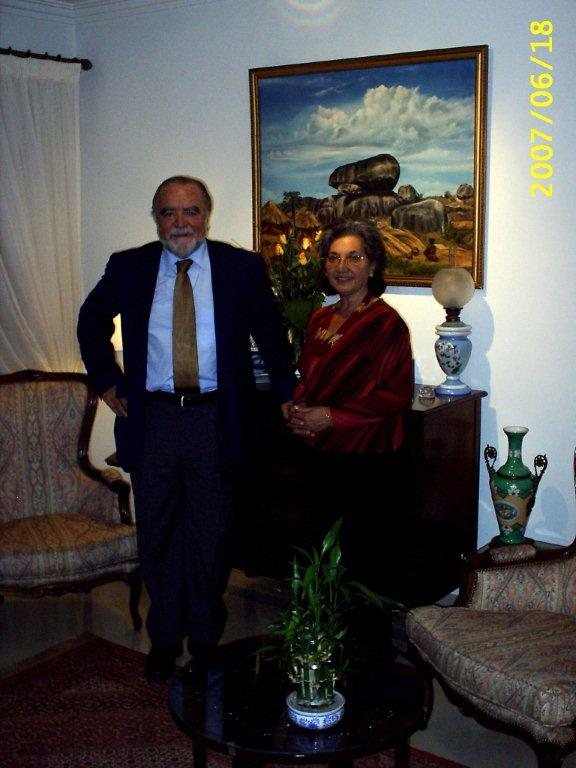
Maria José Gama, na sua casa de Cascais, com Manuel Alegre, 2007

- Na pré-campanha da segunda candidatura de Manuel Alegre à Presidência da República coordenou e moderou uma tertúlia temática de cariz político, organizada no intuito de sensibilizar personalidades não filiadas no PS, preferencialmente ligadas à ciência e à cultura. Convidou os engenheiros António Sérgio Pessoa e António Cunha Leal, para a coadjuvarem na liderança dessas tertúlias semanais que se realizaram durante três anos na sede da Ordem dos Engenheiros;[4][5]
- Em 1996, na qualidade de membro da Comissão Executiva, colaborou na homenagem que a nível nacional então se prestou a Manuel Alfredo Tito de Morais (ainda em sua vida);[4][5]
- Em 2010, fez igualmente parte da Comissão Executiva das Comemorações do Centenário de Tito de Morais e, posteriormente, fez parte da Comissão Instaladora da Associação Tito de Morais. Colaborou na “Fotobiografia” de Manuel Tito de Morais;[1][4][5]
- Em 2009, foi apoiante da Candidatura de Leonor Coutinho à Presidência da Câmara Municipal de Cascais e fez parte da sua Comissão de Honra.[11][4][5]

## Atividades de acão social
- CSARA - Comissão Socialista de Apoio aos Retornados (1975-1980)[4][5]

Durante o processo de descolonização e independência das ex-colónias portuguesas de África, no «Verão Quente de 1975», em pleno «Processo Revolucionário em Curso» (PREC), impressionada pelos relatos do drama da «ponte aérea», que o filho mais velho, voluntário da Cruz Vermelha Portuguesa, no apoio à chegada dos retornados, feita discretamente de noite no aeroporto de Lisboa e militar de Figo Maduro (Aeródromo Militar de Lisboa), lhe transmite, e não podendo ficar insensível para com os que vinham da terra onde nascerá, que sente no dever e obrigação de ajudar, idealiza, cria e organiza, em 4 de junho de 1975, a Comissão Socialista de Apoio aos Retornados, no que teve o apoio, desde a primeira hora, de Maria Barroso, Mário Soares (então Secretário-geral do PS) e do ministro da finanças Francisco Salgado Zenha.
A CSARA teve a sua sede no número 28 da rua Filipe Folque, em Lisboa, aí dispondo de farmácia, pronto-a-vestir para crianças e adultos, gabinete de atendimento personalizado a fim de a Comissão passar as credenciais, quer para as consultas médicas e jurídicas (possibilitadas pelo contributo pro bono dos respetivos profissionais que com em colaboravam), quer para os restaurantes, que lhes ofereciam refeições, e também para se inteirar das necessidades de cada um dos retornados, que tanto poderiam ser de alimentação, alojamento, emprego ou mesmo de subsídios vários para a respectiva manutenção e lançamento de atividades (transportes e deslocações, aquisição de mobiliário e ferramentas de trabalho, verbas para aquisição de trespasse de pequeno comércio, obtenção de documentação, etc.), que a CSARA conseguia proporcionar.

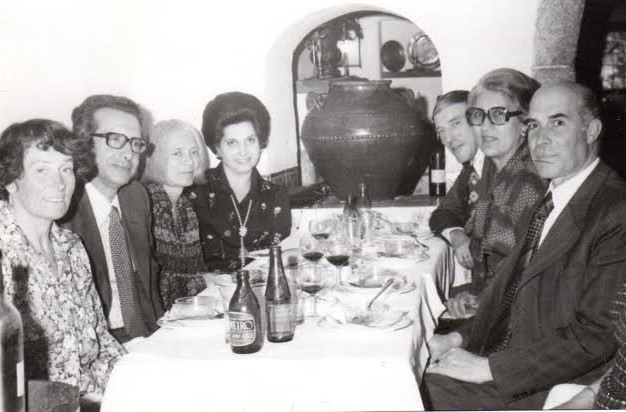
Em Lisboa com a Direcção da Norsk Folkejelp, da esquerda para a direita Mrs. Werner, Salgado Zenha, Vesla Vetlesen, Maria José Gama, Mr. Werner, Maria Irene Salgado Zenha, Sérgio de Calheiros da Gama

Oferecidas pela organização Norsk Folkehjelp (Ajuda Popular da Noruega), onde Maria José Gama se deslocou, a CSARA montou e entregou a carenciados de habitação, dezenas de casas pré-fabricadas, em terrenos cedidos pelas autarquias, em Aveiro, Cantanhede, Ermesinde, Marco de Canaveses, Vila da Feira, Mirandela, Porto, Vila Praia de Âncora e nos Bairros de Santa Maria (Loures) e Arroja (Odivelas).
A CSARA, durante os seus quatro primeiros anos de existência, recebeu e deu assistência a milhares de retornados que, a princípio, formavam diariamente enormes filas para serem atendidos, pelos seus trinta colaboradores voluntários, coordenados por Maria José Gama.
Maria de Jesus Barroso Soares, acompanhada por Manuel Alegre, visitou o Centro, em 28 de maio de 1976, tendo escrito, no livro da CSARA, o seguinte: “Um trabalho que merece estímulo e que representa um esforço, uma dedicação e interesse fora do comum. Penso que devemos apoiar os nossos Camaradas que tanto têm feito e a quem não tem sido dada a importância e a divulgação que é necessária que seja dada a esta obra que só honra o nosso Partido”.
- Associação Social de São Sebastião da Pedreira[4][5]

Em 1976, na qualidade de autarca, impulsionou e coordenou a Comissão Instaladora da Associação Social de São Sebastião da Pedreira (antiga “sopa dos pobres”) da qual, anos mais tarde, veio a ser Presidente;
- ASAS - Associação Para Serviços de Apoio Social[4][5]

Em 1977, com Maria Irene Salgado Zenha e Maria Amélia Furtado Luzes, fundou a IPSS-ASAS, “Associação Para Serviços de Apoio Social”, Instituição Particular de Solidariedade Social de que foi Vice-presidente da Direção até janeiro de 2013. A instituição, sem fins lucrativos, dirigida à terceira idade, funciona, desde 1982, em edifício próprio, construído de raiz para esse fim, situado na Rua Sousa Lopes, nº 73, em Lisboa. Contou para sua edificação com o contributo do marido Sérgio e da equipa de arquitetura e engenharia que este reuniu para o efeito a partir dos seus colegas do Gabinete Técnico da Habitação da Câmara Municipal de Lisboa, todos trabalhando pro bono.
A ASAS teve por objectivo contribuir para a promoção e bem-estar quer da comunidade, atuando por si só ou em cooperação com os serviços públicos competentes e outras Instituições num espírito de interajuda e muito especialmente pelo conforto quer dos seus utentes residentes no Lar (Estrutura residencial para pessoas idosas), quer dos do Centro de Dia e de convívio, bem como dos inseridos na valência designada por Apoio Domiciliário, cuja actividade comporta múltiplas ações, designadamente de arrumação do domicílio, distribuição diária de refeições confecionadas, tratamento de roupas, cuidados de enfermagem e higiene. 
A ASAS igualmente desenvolveu ajuda à Comunidade em situações de crise ou catástrofe. Referenciando-se a atribuição de bolsas de estudo e instrumentos de trabalho, visitas e apoio a bairros carenciados, em Lisboa e na sua periferia, e ainda do subsídio destinado à reconstrução de casas após o grande sismo dos Açores de 1980.

## Escritos publicados

### Livros
Como autora
- Caminhos da liberdade – biografias; Albufeira; Arandis; 2016;[7][1][12]
- A Memória é Vital - Angola, 25 de abril e a CSARA; Albufeira; Arandis; 1ª edição em 2014 e a 2ª em 2015;[5][1]

Como coautora
- Fotobiografia de Manuel Tito de Morais; Lisboa; Guerra & Paz, Editores S.A; 2010;[13][14][1]
- Joaquim Carvalho dos Santos, sua vida e sua obra, 1867-1934: descendência; Carviçais; Lema d' Origem; 2023.[4]

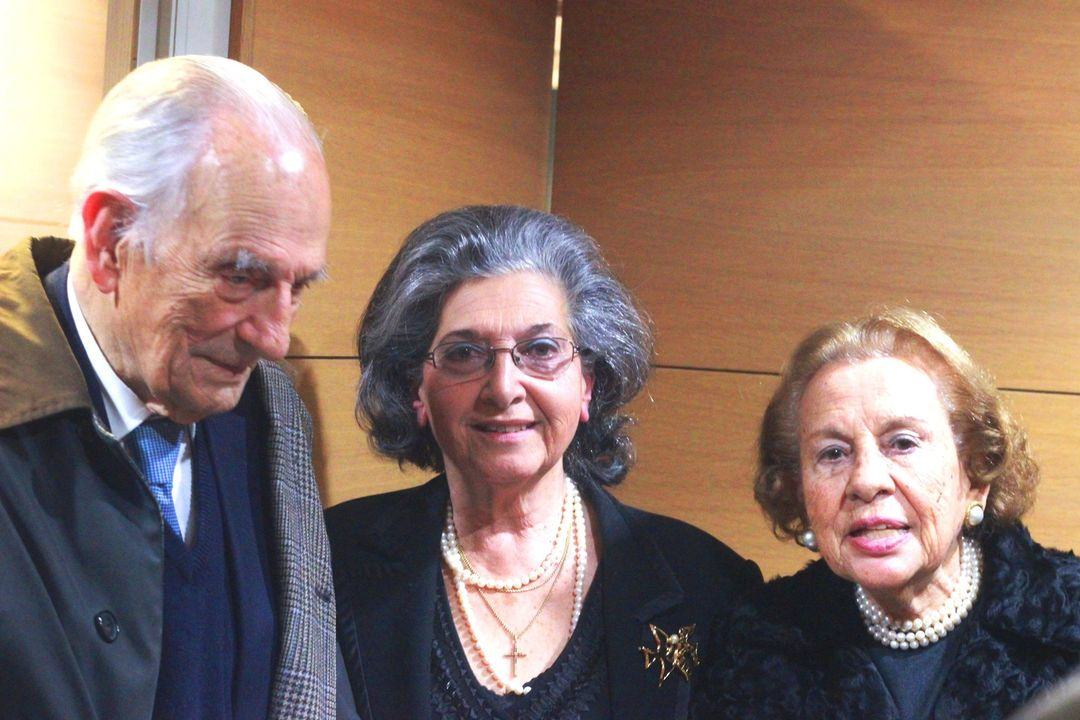
Com Maria Barroso e Adriano Moreira no lançamento do livro A Memória é Vital, que este prefaciou e apresentou; auditório da Associação Mutualista Montepio, Lisboa, 2014

### em jornais
O seu primeiro escrito publicado na imprensa, data de 4 de agosto de 1949, quando contava onze anos, no semanário O Sul de Angola, no número especial comemorativo do primeiro centenário da fundação de Moçâmedes, em artigo intitulado «A minha terra» (está transcrito na obra «A memória é vital», p.18).

#### No Acção Socialista
Colaborou na imprensa do Partido Socialista, quer na Acção Socialista, quer nas edições especiais do Portugal Socialista. Sendo de destacar os seguintes artigos resultantes de entrevistas:
- José Magalhães Godinho um combatente da liberdade; Acção Socialista, nº 630; 21 de fevereiro de 1991;
- Gustavo Soromenho um incondicional da democracia; Acção Socialista, nº 635; 28 de março 1991;
- Tito de Morais um dos corredores de fundo da liberdade e da justiça; Acção Socialista, nº 641; 9 de maio de 1991; republicado em 6 de janeiro de 2000, e também no número especial do Portugal Socialista, editado em outubro de 1996, por ocasião da homenagem nacional que lhe foi prestada;
- Mário Cal Brandão na primeira linha do combate pela liberdade; Acção Socialista, nº 651; 18 de julho de 1991;
- Armando Bacelar a luta pela liberdade e pela justiça social; Acção Socialista, nº 668; 14 de novembro de 1991;
- Manuel da Costa e Melo a pedagogia da liberdade; Acção Socialista, nº 693; 14 de maio de 1992;

Como elemento da Comissão Coordenadora da COS/CNOS - Movimento de Opinião Socialista, foi coautora de vários artigos publicados no Acção Socialista, intitulados «Os Pontos nos iss».

### noutras instâncias
- “A retornada”, Seminário a condição feminina, 17 de julho de 1976 (transcrito a pp.132-135 de A memória é vital);[4][5]
- Em 1976, no II Congresso do PS em 1976, em que “louvou o trabalho levado a cabo pelos socialistas na assistência aos retornados”;[15]
- Coeditora permanente da «Revista OPS!» - Revista de Opinião Socialista;[4][5]
- Coeditora do blogue «Cão Como Tu»;[4][5]
- Coeditora do blogue da CCTM (Comissão do Centenário Tito de Morais);[4][5]
- Em 6 de Março de 2009, publicou na página do MIC (Movimento de Intervenção e Cidadania) um texto defendendo a eutanásia;[4][5]
- Biografias da professora e cientista Doutora Raquel Reis e do luso-francês Guillaume Santos, que se distinguiu como arquiteto, deixando obra feita, quer em Portugal, quer em França, onde pertenceu ao governo de François Miterrand, na qualidade de assessor do ministro da Cultura Jack Lang, ambas lhe foram solicitadas após os seus falecimentos, para fazerem parte das respectivas homenagens póstumas.[4][5]
- Tito de Morais - Um Homem de Princípios e de Solidariedade; 25 de março de 2010;[16]

## Outras atividades
Foi elemento integrante das tertúlias "À margem” e “Amigos de Saramago” e da charla “Amigos de Platão”;
Foi membro/associada da:
- Sociedade de Geografia de Lisboa;
- Associação 25 de Abril;
- Sociedade de Língua Portuguesa;
- Sociedade de Estudos do Século XVIII;
- Sociedade Portuguesa de Autores;
- Movimento cívico não apaguem a memória;
- Associação de proteção e apoio à criança com doença cardíaca;
- Associação Tito de Morais;
- Associação angolana Welwítschia.

## Reconhecimentos
- José Leitão, no prefácio de «Caminhos da liberdade», escreveu:

«Maria José Gama, tem estado sempre presente na vida do Partido Socialista, tendo acompanhado como observadora privilegiada, pelas relações pessoais e familiares, e pelas funções que desempenhou na Assembleia da República junto de vários líderes parlamentares. Maria José Gama não tem sido apenas uma militante política, tem sido desde sempre uma cidadã empenhada em causas de justiça social» 
- Manuel Alegre, no posfácio de «A memória é vital», consignou:[5]

«Maria José Gama trabalhou comigo durante os anos em que fui Vice-Presidente da Assembleia da República. Quero aqui deixar uma palavra de homenagem à sua lealdade e à sua firmeza de carácter na defesa dos valores republicanos e socialistas, herdados de seu pai e seu tio José e Teófilo Carvalho dos Santos. Neste seu livro, (…) é importante que a autora nos traga a memória dos portugueses que cresceram, viveram e se radicaram em Angola e também ajudaram a construi-la. Muitos deles, como a própria M. J. Gama e seus familiares, opositores ao regime salazarista, contra o qual se bateram, sonhando com o advento de um Portugal democrático que abrisse o caminho a uma independência partilhada por todos, sem distinção de cor ou de raça. (…) A Democracia portuguesa pode orgulhar-se do extraordinário esforço que foi feito para receber e integrar os nossos compatriotas desalojados de África. Maria José Gama, como membro da Comissão Socialista de Apoio aos Retornados (CSARA), teve um papel destacado nessa espécie de epopeia do avesso, nem sempre devidamente reconhecida. (…) considero que este seu livro é um testemunho importante sobre uma viragem da História que não teve apenas momentos luminosos, mas também dramas e sentimentos de perda. Sem esquecer os que o sistema colonial impôs aos povos colonizados. E é nesse sentido que o título do livro está certo: A MEMÓRIA É VITAL.» 
No voto de pesar, pelo falecimento de Maria José Gama, aprovado, por unanimidade, pela Assembleia Municipal de Lisboa, em 19 de julho de 2022, exarou-se, a dado passo:
 «Abraçando desde muito cedo os ideais da liberdade, da democracia, da solidariedade e justiça social, manifestando-se sempre na defesa dos direitos dos portugueses, principalmente dos mais desfavorecidos, foi na assunção total da palavra, uma humanista, cuja sua longa e realizada existência, foi um testemunho único e singelo, de quem dedicou parte da sua vida na defesa dos ideais cimeiros da Liberdade.» 